# Calmira
Calmira ist eine quelloffene Windows-95-ähnliche 16 Bit Desktop-Umgebung für Windows 3.1x und Windows für Workgroups 3.1x.

## Allgemeines
Während der Vermarktung von Windows 95 gab es Bestrebungen, auch Windows 3.1x mit einer modernen Oberfläche auszustatten. 1997 erschien die erste Version von Calmira. Dieses Programm ähnelt, wie auch sein Startmenü, der Oberfläche von Windows 95. Es wird vollständig über Initialisierungsdateien (statt über Einträge in der Systemregistrierung) verwaltet, die meisten Einstellungen sind direkt über die Optionen Einstellungen zugänglich. Calmira benötigt keine Installation, lediglich einen Starteintrag in der Datei „SYSTEM.INI“ im Systemverzeichnis. Beim ersten Start importiert es auf Wunsch die Programmgruppen und Einstellungen vom Programm-Manager. Es kann aber auch zu Testzwecken ohne Systemintegration parallel zum Programm-Manager verwendet und jederzeit beendet werden. Des Weiteren bietet Calmira noch einen eigenen Dateimanager, der dem von Windows 95 nachempfunden ist und auch über Rechtsklick Kontextmenüs verfügt.
Calmira wurde mit Delphi 1.0 entwickelt und steht unter der GPLv2.

## Geschichte
Die Entwicklung begann im November 1995. Die erstmalige Freigabe des Quellcodes fand im Februar 1997 statt. November 1998 wurde es in Calmira Online II umbenannt. Die aktuelle Version von Calmira ist Calmira LFN 3.3, die im Unterschied zu früheren Versionen Unterstützung (im Calmira Explorer) für lange Dateinamen bietet.

### Calmira-Source Release – History
- Calmira Source Release (wörtlich: Quellcodeveröffentlichung, hier der Name der Entwicklungslinie) 1.0 (Februar 1997)
- Calmira Source Release 2.0 (Oktober 1997)
- Calmira Source Release 2.1 (Februar 1998)
- Calmira Source Release 2.2 (Juli 1998)

### Calmira-Update – History
- Calmira English Edition Update 2.11 (April 1998)
- Calmira English Edition Update 2.12 (Mai 1998)
- Calmira Online II 3.11 Aktualisierung (Mai 2001)
- Calmira Online II 3.25 Aktualisierung (Februar 2002)

### Calmira Online II – History
- Calmira Online II 3.0 (November 1998)
- Calmira Online II 3.01 (fehlerbereinigte Version) (Dezember 1998)
- Calmira Online II 3.1 Beta 1 (Februar 2000)
- Calmira Online II 3.1 (Januar 2001)
- Calmira Online II 3.12 (fehlerbereinigte Version) (Juni 2001)
- Calmira Online II 3.2 Beta 1 (Dezember 2001)
- Calmira Online II 3.2 (Januar 2002)
- Calmira Online II 3.3 (Mai 2002)
- Calmira Online II 3.31 (2003)

- Calmira LFN 3.3 (2005)
- Calmira LFN 3.31 (2006)
- Calmira LFN 3.32 (2006)

Diese Versionsgeschichte stammt von der offiziellen Homepage von Calmira und wurde hier übersetzt.

## Funktionsumfang
- symbolbasierter Dateimanager, ähnelt dem Windows-Explorer aus Windows 95
- Explorerfenster ggf. in einem neuen Fenster
- ausgereiftes Drag and Drop
- Dateien 4DOS kompatibel beschreibbar
- kopieren, verschieben und löschen der Dateien im Hintergrund
- eigene Symbole für jede Datei möglich
- Desktop und Taskleiste
- mehrsprachig, darunter auch auf Deutsch, verfügbar
- Papierkorb, ähnelt dem von Windows 95
- Startmenü, ähnelt dem von Windows 95
- eigener Calmira-Banner im Startmenü, ähnelt dem von Windows 95
- kann durch eine Skriptsprache verändert werden

## Systemvoraussetzungen
- 386-kompatibler Prozessor oder höher
- Einen VGA-Monitor oder besser
- Microsoft Windows 3.1x oder Windows für Workgroups 3.1x
- 2 MB Festplattenspeicher
- mindestens 4 MB RAM, 8 MB empfohlen
- mindestens 640×480 mit 16 Farben, 800×600 bei 256 Farben empfohlen
- eine Computermaus oder ein vergleichbares Eingabegerät

### Optional
- DosLFN für lange Dateinamen

## Ähnliche Oberflächen für ältere Windows-Versionen
Neben Calmira sind auch weitere Oberflächen bekannt, von denen zumindest die PC Tools eine umfangreich konfigurierbare Systemoberfläche mit Taskleiste und Startmenü zur Verfügung stellen. Weiterentwickelt wurde das Programm nach 1995 noch von Symantec und als NT-Tools verkauft, danach wurde die Entwicklung eingestellt. Windows 95 und Windows 2000 und deren Nachfolger werden offiziell nicht mehr unterstützt.